# Phylactella problematica
Phylactella problematica är en mossdjursart som beskrevs av Moyano 1983. Phylactella problematica ingår i släktet Phylactella och familjen Smittinidae. Inga underarter finns listade i Catalogue of Life.